# Burmas nationalmuseum
Burmas nationalmuseum (burmesiska: အမျိုးသား ပြတိုက်) är Myanmars viktigaste museum för nationell konst, historia och kultur. Museet grundades 1952 och har ett rikt utbud av konst och andra utställningsmaterial från landets historia.

## Fossil från en primat
Museet har ett flertal fossil som har daterats som flera miljoner år gamla, inklusive ett som daterats som 40 miljoner år gammalt. Fossilet tros komma från en antropoid (primat) som levde i Pondaung-regionen i övre Burma. 

## Målningar från stenålder
Museet har en grotta där man kan se stenåldersmålningar. Stenvapen från den neolitiska perioden finns också liksom bronsvapen från en senare tidsperiod. 